# Риде
Риде (њем. Riede) општина је у њемачкој савезној држави Доња Саксонија. Једно је од 11 општинских средишта округа Ферден. Према процјени из 2010. у општини је живјело 2.779 становника. Посједује регионалну шифру (AGS) 3361010, NUTS (DE93B) и LOCODE (DE RDE) код.

## Географски и демографски подаци
Риде се налази у савезној држави Доња Саксонија у округу Ферден. Општина се налази на надморској висини од 8 метара. Површина општине износи 26,9 km². У самом мјесту је, према процјени из 2010. године, живјело 2.779 становника. Просјечна густина становништва износи 103 становника/km².